# Valsalobre
Valsalobre – gmina w Hiszpanii, w prowincji Cuenca, w Kastylii-La Mancha, o powierzchni 38,08 km². W 2011 roku gmina liczyła 40 mieszkańców.